# Rouvres-les-Vignes
Rouvres-les-Vignes é uma comuna francesa na região administrativa de Grande Leste, no departamento de Aube. Estende-se por uma área de 8,28 km². Em 2010 a comuna tinha 109 habitantes (densidade: 13,2 hab./km²).